# الیشی لما
الیشی لما (متولد ۱۹۴۹) نویسنده و ناشر تانزانیایی است که در مسائل مرتبط با جامعه مدنی تانزانیا نیز فعال است.

## زندگی‌نامه
لما در روستای نرونگا در ناحیه موشی در منطقه کلیمانجارو به دنیا آمد و بزرگ شد. او در رشته کتابداری تحصیل کرد و در کتابخانه ملی مشغول به کار شد. سپس تحصیلاتش را با آموزش در رشته ادبیات انگلیسی در دانشگاه دارالسلام و نویسندگی خلاقانه در دانشگاه ایالتی سانفرانسیسکو ادامه داد، سپس به سرودن شعر و نوشتن کتاب کودکان رو آورد.

## آثار برگزیده
به عنوان نویسنده:
- سفری یا پروسپا (سفر پروسپاس) ۱۹۹۵[۳]
- موندو، ۱۹۹۸
- زمین خشک شده، ۲۰۰۱
- مردی از تانگا: خواننده ای در مورد HIV، ۲۰۰۷ در شکم دارالسلام، ۲۰۱۱[۴]
- با گرافیست ام ساگیکوا: رؤیای عشق، ۲۰۱۷

به عنوان ویراستار:
- آینده انتشارات بومی آفریقا: گزارش سمینار بنیاد Dag Hammarskjold که در آروشا، تانزانیا، ۲۵ تا ۲۸ مارس ۱۹۹۶ برگزار شد.
- با IM عمری و راکش رجانی : Nyerere در مورد آموزش: منتخب مقالات و گفتارها. دارالسلام: هاکی الیمو، ۲۰۰۶